# Реккесвинт
Реккесвинт (Рецесвинт; умер 1 сентября 672) — король вестготов в 649—672 годах.

## Биография

### Происхождение
Реккесвинт был сыном короля вестготов Хиндасвинта. Некоторые историки считают, что его матерью была Рекиберга, но также существует мнение, что та была супругой самого Реккесвинта.
Реккесвинт унаследовал престол Вестготского королевства в 649 году после смерти отца.

### Мятеж Фройи
Ещё при жизни отца 20 января 649 года Реккесвинт, «имевший скандальную репутацию, но всё-таки движимый добрыми намерениями», был назначен отцом своим соправителем. После смерти Хиндасвинта 30 сентября 653 года Реккесвинт начал своё единоличное правление. В целом он продолжил линию отца. Однако жёсткое и даже жестокое правление Хиндасвинта создало в стране напряжение, которое не могло продолжаться долго. Смерть престарелого короля пробудила надежды оппозиции. Её чувства выразил толедский митрополит Евгений II, на назначении которого в своё время настоял сам Хиндасвинт. Теперь он составил эпитафию от имени покойного короля, в которой тот якобы называл себя другом злых, автором преступлений и всегда способным ко всякому злу. И вероятнее всего, в тот же год произошло первое открытое выступление против Реккесвинта. Его возглавил Фройя (возможно, он был герцогом Тарраконской Испании). Он привлёк на свою сторону васконов и вместе с ними осадил Сарагосу. Возможно, Фройя надеялся на поддержку всех тех, кто, оставшись в Испании и Септимании или бежал во Франкское королевство, был обижен Хиндасвинтом. Но реальной поддержки он не получил. Видимо, репрессии Хиндасвинта нанесли вестготской знати слишком тяжёлый удар. Союзники Фройи васконы своими жестокостями, среди жертв которых было и много священнослужителей, восстановили против себя население. Сарагоса оказала мятежнику и его союзникам упорное сопротивление. Город стойко выдержал осаду, и это дало возможность Реккесвинту собрать силы и разгромить войска Фройи и васконов под стенами Сарагосы, хотя эта победа и стоила войску Реккесвинта немалых потерь.

### Восьмой Толедский собор
Хотя мятеж Фройи был подавлен, стало ясно, что существующее в стране напряжение необходимо ослабить. Чрезвычайно популярный в западной части Испании монах Фруктуоз направил Реккесвинту письмо с просьбой проявить милосердие. Это письмо, сохранившееся в составе сборника «Вестготские письма» показало, что в церкви многие недовольны слишком жёсткой политикой покойного Хиндасвинта. Хотя Реккесвинт уже четыре года являлся соправителем отца, он не чувствовал себя столь уверенным, чтобы игнорировать позицию клира. К тому же ему было необходимо получить подтверждение своей власти. Трудно сказать, чем была вызвана эта необходимость. Может быть, само его приобщение к трону было не очень законным, а может быть, из-за поднявшей голову оппозиции он счёл нужным получить подтверждение королевского звания от церкви. Всего лишь через два с половиной месяца после смерти отца, 16 декабря того же 653 года, он созвал VIII Толедский собор «для подтверждения королевства».

Золотой триенс Реккесвинта. Монетный двор Тарраконы (совр. Таррагона). Вес — 1.34 г Диаметр — 19 мм. Надпись на аверсе: RECCESVINO RX (Реккесвинт король). Надпись на реверсе: TARRACO PIVS: (Таррако. Благочестивый)

Этот собор был более представительным, в нём участвовали 60 епископов против 41, присутствовавшего на предыдущем, а также 18 аббатов и 18 членов двора и сам король. Впервые аббаты присутствовали на соборе как отдельная и самостоятельная группа, наряду с епископами и членами двора подписавшими соборные постановления. Реккесвинт прочитал своё послание, в которой утверждал свою преданность вере, как она определена Никейским и другими Вселенскими соборами, и, что было особенно важно, заявил, что клятва его отца не прощать мятежников противоречит королевской обязанности милосердия. Это было знаком явного отхода от крайностей политики Хиндасвинта. И собор воспринял этот знак. Была объявлена широкая амнистия, преследуемые могли свободно вернуться на родину. Однако возвращения конфискованного имущества при этом не предусматривалось: это имущество отныне считалось собственностью не короля, а короны. Сам Реккесвинт и его потомки могли наследовать только то имущество, которое Хиндасвинт имел до своего восшествия на престол, а всё то, что он приобрёл после этого, переходило в казну, и им мог распоряжаться тот король, который будет находиться на троне, независимо от его происхождения. В силу этого постановления Реккесвинт издал специальный закон, в силу которого имущество, перешедшее королю, начиная со времени короля Свинтиллы, то есть при жизни на то время живущих, отныне становилось собственностью фиска, и король мог им свободно распоряжаться, но не как собственник, а как глава государства. Это было важным шагом в развитии вестготской государственности.
Другим важным шагом стало решение собора о наследовании трона. Ещё IV и V Толедские соборы принимали решения об избрании короля исключительно среди знатных готов. Теперь это положение было уточнено: что в случае смерти короля новый должен был избираться как можно скорее в столице или в том месте, где король умер, с согласия епископов и высших дворцовых чинов. Этим постановлением участники собора, как им казалось, «убивали двух зайцев». С одной стороны, они поддерживали принцип избирательной (а не наследственной) монархии, а с другой — ставили преграду мятежам и узурпациям.

### «Судебная книга»

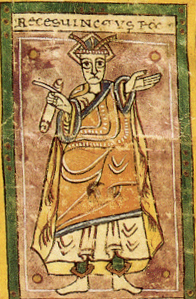
Изображение Реккесвинта. Миниатюра из Вигиланского кодекса, 976 год. Библиотека Эскориала

Главной заслугой Реккесвинта стало продолжение законодательной деятельности отца. В этом деле его активным помощником был Браулион, один из самых почитаемых церковных иерархов Испании, к тому же связанный дружескими узами с Реккесвинтом. Именно влиянию Браулиона новый кодекс обязан своим стройным видом, делением на части, титулы и главы, всеохватывающим характером. Он ориентировался на кодекс Феодосия, хотя далеко не повторял его. В то время уже существовал кодекс Юстиниана, гораздо более совершенный и полный свод римского права, но вестготские короли, как и другие европейские государи того времени, на него совершенно не обращали внимания. Браулион не дожил до введения нового кодекса в жизнь. Он умер в 651 году уже глубоким стариком, но работа была продолжена без него. Уже на VIII Толедском соборе король представил новый свод законов, а вскоре после собора в 654 году этот кодекс был официально опубликован.
Этот переработанный вариант вестготского свода законов, получивший название «Судебная книга» (лат. Liber Iudiciorum), включал в себя, наряду с 324 законами прежних королей, 99 законов Хиндасвинта и 87 законов Реккесвинта. Это произведение, скорее всего, не должно было покрывать всё поле правовой жизни, а служить чем-то вроде справочника для повседневной деятельности судей. Королевский эдикт об обнародовании «Судебной книги» запрещал использовать на суде другие юридические сборники. Тем самым было юридически утверждено равноправие римлян и вестготов, фактически существовавшее с давних пор. «Судебная книга» объединяла всё население королевства в правовом отношении. Бедные получили от Реккесвинта право вести свои процессы перед епископским судом. Реккесвинт запретил наносить рабам телесные увечья, и постановил, что свободные, вольноотпущенники и рабы, совершившие преступление по приказу своего господина или покровителя, не несли за это наказания.

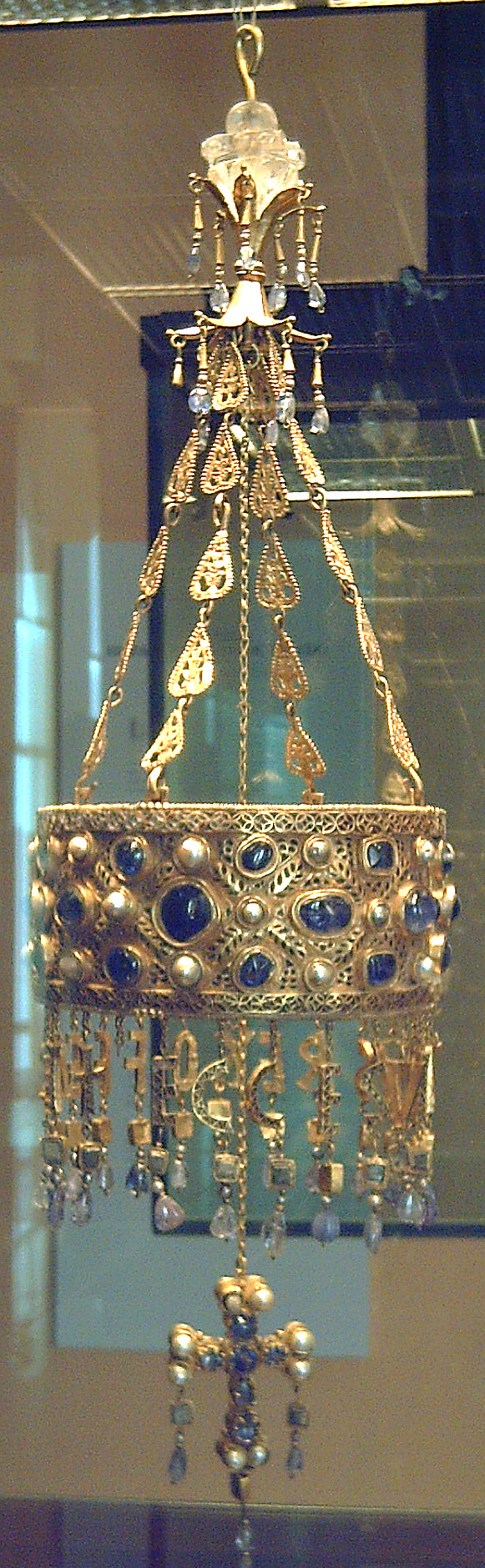
Вотивная корона Реккесвинта. Клад из Гваррасара, Национальный археологический музей, Мадрид

Возможно, промульгация нового единого кодекса вызвала всё же недовольство части вестготской знати. Мосарабская хроника под 675 годом сообщает об окончании 18 лет смятений и убийств. Следовательно, начало этих смут относится приблизительно к 654 году, то есть как раз к тому моменту, когда Реккесвинт опубликовал свой свод законов. Король, по-видимому, успешно справился с сопротивлением внутри страны, как и с новыми вторжениями васконов.

### Реккесвинт и церковь
Отношения Реккесвинта с церковью были далеко не безоблачны. На VIII Толедском соборе он был вынужден сделать некоторые уступки, но дальше отступать был явно не намерен. Помимо VIII Толедского собора в его правление было собрано ещё два собора — IX Толедский в 655 году и X Толедский в 656 году, но они занимались лишь чисто церковными делами, практически не вмешиваясь в конкретные политические вопросы. На X Толедском соборе, вопреки уже устоявшемуся обычаю, не участвовали ни сам король, ни члены его двора (по крайней мере, их подписей нет под актами собора). Такое игнорирование королевской властью высшей церковной инстанции и необсуждение на соборах политических проблем ясно показывают, что король на тесное сотрудничество с церковью не рассчитывал и сумел удержать её вдалеке от политики. После 656 года за остальные 16 лет правления Реккесвинта не было проведено ни одного крупного собора. Инерция усиления королевской власти, начатая Хиндасвинтом, была, видимо, ещё столь сильна, что его сын, несмотря на начальные уступки, мог действовать без оглядки на такой могущественный институт, как церковь.

### Смерть Реккесвинта
После долгих и спокойных лет правления 1 сентября 672 года Реккесвинт скончался в королевском подворье Гертикосе (не локализован), в окрестностях Саламанки. Он правил 23 года, 7 месяцев и 11 дней. Однако всё же закрепить трон за своим родом Реккесвинт не смог. Его жена умерла в возрасте 22 лет, и нет никаких сведений ни о другой королеве, ни о детях Реккесвинта. Не исключено, что он умер бездетным.
На время правления Реккесвинта в Испании пришлись солнечное затмение, когда ко всеобщему испугу звезды стали видны днём.